# Ibón Guridi
Ibón Guridi Alcibar (n. Azpeitia, Guipúzcoa, 3 de marzo de 1992) es un exjugador de baloncesto español, que mide 1,93 metros y ocupaba la posición de alero. Actualmente es director deportivo del Juaristi ISB de Liga LEB Oro.

## Trayectoria
Formado en las categorías inferiores de Juaristi ISB, llegaría al primer equipo en el año 2012. 
En la temporada 2012-13, siendo jugador del Juaristi ISB, entrenaría y formaría parte de la dinámica del Lagun Aro GBC de Liga ACB.
En la temporada 2016-17, lograría el ascenso a la Liga LEB Oro, categoría en la que solo permanecería durante la temporada 2017-18.
En las siguientes temporadas seguiría como capitán del conjunto del Juaristi ISB en Liga LEB Plata.
En la temporada 2020-21, lograría el ascenso a Liga LEB Oro promediando 9,6 puntos y 3,5 rebotes por encuentro. En la misma temporada, sería también el MVP de la final de la Copa LEB Plata en la misma temporada.
En la temporada 2021-22, renueva su contrato con el Juaristi ISB, para disputar la Liga LEB Oro.
El 7 de julio de 2023, el alero pone fin a 11 temporadas vistiendo la camiseta del Juaristi ISB y pasa a convertirse en coordinador deportivo del club.